# Gerhard Neuser
Gerhard Neuser (* 29. Oktober 1938 in Wilgersdorf; † 7. August 1993) war ein deutscher Fußballspieler.

## Karriere
Gerhard Neuser begann seine Karriere in der Jugend des heutigen TuS Wilnsdorf/Wilgersdorf. 1958 wechselte er zu den Sportfreunden Siegen. In der Spielzeit 1963/64, als die Sportfreunde in der Regionalliga spielten, gehörte er zu den Leistungsträgern. Nachdem ihn Fritz Szepan zum Wechsel zum FC Schalke 04 bewogen hatte, spielte er von 1965 bis 1970 in der Bundesliga. Für die Knappen absolvierte er 143 Spiele und erzielte 19 Tore. 1969 spielte er für Schalke im DFB-Pokal-Endspiel. Ihm zu Ehren veranstaltet sein Jugendverein TuS Wilnsdorf/Wilgersdorf regelmäßig ein Jugendfußballturnier.

### Sportfreunde Siegen
In der Saison 1960/61 gewann Neuser mit Siegen die Meisterschaft in der Verbandsliga Westfalen Gruppe 2 und stieg in die 2. Liga West auf. Im ersten Jahr in der 2. Liga, 1961/62, belegten die Sportfreunde den achten Platz. Neuser kam auf 26 Ligaeinsätze an der Seite der Mitspieler Peter Blusch, Paul Haase und Albert Kühn und belegte mit 16 Treffern seine Torgefährlichkeit. Im Finale um den Amateurländerpokal am 20. Mai 1962 in Siegen gegen den Mittelrhein entschied Neuser in der 71. Spielminute mit einem Treffer vor 15.000 Zuschauern die Partie für die westfälische Auswahl. In seinem zweiten Jahr in der 2. Liga, 1962/63, erreichte er mit dem Team von Trainer Herbert Schäfer den fünften Rang und holte sich mit 19 Treffern die Torschützenkrone in der 2. Liga West. Siegen war damit für die neu eingeführte Fußball-Regionalliga West qualifiziert. Neuser hatte in zwei Saisons in der 2. Liga 52 Pflichtspiele absolviert und 35 Tore erzielt.
1963/64 spielten die Sportfreunde Siegen in der neugegründeten Regionalliga West.  Er war bei den Sportfreunden neben dem A- und Amateurnationalspieler und späteren Trainer Herbert Schäfer, dem Halbstürmer Paul Haase und dem Abwehrspieler Peter Blusch einer der wertvollsten Spieler im Kader und erzielte in 33 Ligaspielen 15 Tore. Dennoch verpassten die Sportfreunde den Klassenerhalt in der Regionalliga West. Die errungenen 29:47 Punkten langten nur zum 18. Platz. Der bodenständige Neuser ging mit seinem Verein daraufhin zur Spielsaison 1964/65 für ein Jahr in das Amateurlager zurück.

### Amateurnationalmannschaft
Am 5. März 1960 feierte der Mittelfeldtechniker sein Debüt in der Amateurnationalmannschaft. Nach dem 4:0-Erfolg am 5. Juni 1963 vor 15.000 Zuschauern im heimischen Siegen im ersten Länderspiel der Amateurnationalelf gegen Japan wurde im Sport-Magazin notiert, „dass der kleine trickreiche Halbstürmer inzwischen in der Nationalmannschaft in die Rolle Herbert Schäfers hineingewachsen ist, dessen Posten als Kapitän er diesmal auch übertragen erhalten hatte.“ Im September 1963 hatte er auch als Leistungsträger in den zwei Olympiaausscheidungsspielen gegen die DDR mitgewirkt. Die DFB-Amateure unterlagen in den Spielen in Chemnitz mit 0:3 und am 22. September 1963 in Hannover nach einem verdienten 2:1-Sieg in der Gesamtsumme.
Mit dem 4:2-Sieg am 2. Juni 1965 gegen die Niederlande, zu dem er zwei Tore beisteuerte, beendete Gerhard Neuser als Kapitän seine Laufbahn in der Amateurnationalmannschaft, nach insgesamt 20 Einsätzen.

### FC Schalke 04
Schalke 04 war im Sommer 1965 sportlich am Ende und finanziell nicht konkurrenzfähig. Im zweiten Jahr der Bundesliga, 1964/65, war nur der letzte Platz erreicht worden. Nur aufgrund der Aufstockung auf 18 Vereine verblieb der Verein in der 1. Liga. Viele Leistungsträger wie Reinhard Libuda, Willi Schulz, Egon Horst, Waldemar Gerhardt, Willi Koslowski, Hans Nowak verließen nach dieser katastrophalen Saison den Verein. Mit ehrgeizigen Spielern aus dem Amateurlager sollte in der Saison 1965/66 der Klassenerhalt geschafft werden. Unter den Neuzugängen stellte der 20-fache Amateurnationalspieler Neuser schon die Prominenz dar. Gerhard Neuser erzielte in 32 Spielen vier Tore und überzeugte mit Kombinationsgabe, Technik und unermüdlichen Einsatz. Schalke rettete sich am Saisonende auf Rang 14.
Auch in den folgenden beiden Spielzeiten konnte die Klasse gehalten werden. Daraufhin holte man zur Saison 1968/69 Reinhard Libuda zurück und verpflichtete den österreichischen Nationalspieler Franz Hasil für das Mittelfeld. Damit wurden entschieden höhere Erwartungen geweckt, denen der Trainer Günter Brocker nicht gerecht werden konnte, so dass er am 17. November 1968 entlassen und durch Rudi Gutendorf ersetzt wurde. Am Ende der Saison stand der 7. Rang in der Liga, mit dem Abstieg hatte Schalke in dieser Saison nichts zu tun.
Nach Erfolgen gegen Rot-Weiß Oberhausen, SV Alsenborn, Alemannia Aachen und den 1. FC Kaiserslautern im Halbfinale gelang in dieser Saison der Einzug in das DFB-Pokalfinale am 14. Juni 1969 in Frankfurt am Main gegen den neuen Deutschen Meister, den FC Bayern München, dass mit 1:2 verloren ging. Neuser stand im Finale 90 Minuten auf dem Platz.
Zur Saison 1969/70 setzte der Verein vermehrt auf Jugendnationalspieler und verpflichtete mit Rolf Rüssmann, Jürgen Sobieray und Klaus Scheer gleich drei Spieler der deutschen UEFA-Jugend 1969. In der Bundesliga musste Schalke mit dem 9. Rang vorliebnehmen. Im Europapokal der Pokalsieger konnte man sich gegen die Shamrock Rovers, den IFK Norrköping und Dinamo Zagreb für das Halbfinale qualifizieren. Hier scheiterte man  nach einem knappen 1:0-Heimsieg durch eine 5:1-Niederlage gegen Manchester City. Gerhard Neuser war in seiner letzten Saison für Schalke in sieben der acht internationalen Spiele im Einsatz.

### Abschluss der Karriere
1970 kehrte er zu seinem Heimatverein Sportfreunde Siegen zurück. Mit den Sportfreunden feierte Gerhard Neuser 1971/72 die Meisterschaft in der Verbandsliga Westfalen und den Aufstieg in die Regionalliga West. Mit 34 Jahren spielte er 1972/73 nochmals eine Saison in der damaligen „zweiten Liga“. Er bestritt 31 Ligaspiele und erzielte drei Tore. Siegen schloss die Saison auf dem siebten Tabellenplatz ab.